# 울릉 대풍감 향나무 자생지
울릉 대풍감 향나무 자생지는 대한민국 경상북도 울릉군 대풍감에 있는, 향나무 자생지이다. 대풍감은 울릉군 서면 태하리 바닷가에 있는 바위이며, 이 자생지는 대한민국의 천연기념물 제49호로 지정되어 있다.